# 實踐社群
實踐社群（英語：Community of Practice，COP），又譯為實務社群，是由一群人所組成，他們「對自己所做的事情有著共同的關注與熱情，並在定期互動中學習如何做得更好」。此一概念最早由認知人類學家珍·拉夫和教育理論家愛丁納·溫格在他們1991年共同出版的書籍《情境學習》（Situated Learning）中提出。隨後，溫格在他1998年出版的《實踐社群》（Communities of Practice）一書中對這一概念進行了大幅擴展。
實踐社群可以因為成員對某一特定領域的共同興趣而自然發展，也可以為了獲得特定領域的相關知識而刻意創建。通過與社群分享信息和經驗的過程，成員相互學習，並有機會在個人和專業上獲得發展（Lave & Wenger 1991）。

## 益處

### 社會資本
社會資本被認為是一個多維概念，既有公共的一面，也有私人的一面（Bourdieu 1991）。也就是說，社會資本可以為個人和群體提供價值。通過參與者在實踐社群中建立的非正式聯繫，以及在分享他們的專業知識、向他人學習和參與社群的過程中，成員被認為是在獲得社會資本——尤其是那些表現出專業知識和經驗的成員。

### 知識管理
莫莉·麥克盧爾·瓦斯科（Molly Mclure Wasko）與薩默·法拉吉（Samer Faraj）描述了三種知識：“作為對象的知識”、“嵌入個人的知識”和“嵌入社群的知識”。實踐社群與尋找、分享、轉移和歸檔知識，以及使“專業知識”或隱性知識明確化相關聯。隱性知識被認為是那些基於環境的寶貴經驗，不容易被捕獲、編纂和儲存（Davenport & Prusak 2000），另見 Hildreth & Kimble (2002)。